# Lista de prêmios e indicações recebidos por Casting Crowns
Esta é a lista de prêmios e indicações recebidos por Casting Crowns, uma banda de música cristã contemporânea de McDonough, Geórgia, criada em 1999. Composta por Mark Hall (vocalista), Megan Garrett (tecladista/vocalista de apoio), Meledee DeVevo (violinista), Juan DeVevo (guitarrista), Hector Cervantes (guitarrista), Chris Huffman (baixista) e Brian Scoggin (baterista), a banda lançou cinco álbuns de estúdio: Casting Crowns (2003), Lifesong (2005), The Altar and the Door (2007), Until the Whole World Hears (2009) e Come to the Well (2011). Eles também lançaram quatro álbuns ao vivo e um álbum de músicas de natal.
Casting Crowns ganhou e foi indicado para vários prêmios nos Estados Unidos. No Grammy Awards de 2006, seu álbum Lifesong ganhou o prêmio de Melhor Álbum Gospel Pop/Contemporâneo, o único Grammy da banda em oito indicações na carreira, com a mais recente sendo de "Only Jesus" para a categoria de Melhor Apresentação de Canção Gospel/Cristã Contemporânea na edição de 2020. A banda recebeu o Dove Awards de Grupo do Ano por cinco anos consecutivos de 2005–09, e eles receberam o Dove Award de Artista do Ano em 2010. Seus álbuns Lifesong e The Altar and the Door receberam ambos o Dove Award de Álbum Pop/Contemporâneo do Ano, enquanto suas canções "Who Am I", "Praise You In This Storm" e "East to West" foram laureadas com o Dove Award de Canção Pop/Contemporânea Gravada do Ano.
A banda também recebeu diversos prêmios e nomeações no American Music Awards, recebendo por quatro vezes o prêmio de Artista Contemporâneo Inspiracional Favorito (o artista mais laureado nessa categoria na história da premiação, juntamente com a cantora Lauren Daigle), e no Billboard Music Awards, onde em 2012 a banda foi laureada com o prêmio de Melhor Artista Cristão e o álbum Until the Whole World Hears foi premiado como o Melhor Álbum Cristão. No Dove Award de 2019, Mark Hall foi nomeado pela primeira vez à premiação de Compositor do Ano, enquanto que o álbum visual "Only Jesus" recebeu o prêmio de Vídeo de Formato Longo do Ano. Em 2020, com a nomeação da canção "Nobody (featuring Matthew West)" para o Dove Awards de Canção do Ano e Canção Pop/Contemporânea Gravada do Ano, a banda Casting Crowns alcançou o feito de receber pelo menos uma nomeação para a premiação por 17 anos seguidos.

## American Music Awards
Desde 1974, o American Music Awards é concedido anualmente por realizações na indústria fonográfica estadunidense. Casting Crowns foi indicado para oito prêmios, ganhando quatro deles, sendo o artista que mais recebeu prêmios da categoria "Artista Contemporâneo Inspiracional Favorito" na história da premiação, juntamente com a cantora Lauren Daigle.
| Ano  | Categoria                                    | Resultado | Ref.   |
| ---- | -------------------------------------------- | --------- | ------ |
| 2005 | Artista Contemporâneo Inspiracional Favorito | Indicado  | [ 3 ]  |
| 2006 | Artista Contemporâneo Inspiracional Favorito | Indicado  | [ 4 ]  |
| 2007 | Artista Contemporâneo Inspiracional Favorito | Venceu    | [ 5 ]  |
| 2008 | Artista Contemporâneo Inspiracional Favorito | Indicado  | [ 6 ]  |
| 2010 | Artista Contemporâneo Inspiracional Favorito | Indicado  | [ 7 ]  |
| 2011 | Artista Contemporâneo Inspiracional Favorito | Venceu    | [ 8 ]  |
| 2014 | Artista Contemporâneo Inspiracional Favorito | Venceu    | [ 9 ]  |
| 2015 | Artista Contemporâneo Inspiracional Favorito | Venceu    | [ 10 ] |

## Billboard Music Awards
Desde 1990, o Billboard Music Awards é concedido anualmente aos artistas e reflete "classificações nas paradas com base nas principais interações dos fãs com a música, incluindo vendas e downloads de álbuns, downloads de faixas, airplay de rádio e turnês, bem como streaming e interações sociais no Facebook, Twitter, Vevo, YouTube, Spotify e outros destinos  online populares de música". Casting Crowns foi indicado para catorze prêmios, ganhando dois deles.
| 2011                                                                        | —                                   | Melhor Artista Cristão | Indicado | [ 12 ]        |
| 2012                                                                        | —                                   | Melhor Artista Cristão | Venceu   | [ 13 ] [ 14 ] |
| 2012                                                                        | Come to the Well                    | Melhor Álbum Cristão   | Venceu   | [ 13 ] [ 14 ] |
| 2012                                                                        | Until the Whole World Hears         | Melhor Álbum Cristão   | Indicado | [ 13 ] [ 14 ] |
| 2012                                                                        | "Glorious Day (Living He Loved Me)" | Melhor Canção Cristã   | Indicado | [ 13 ] [ 14 ] |
| 2013                                                                        | —                                   | Melhor Artista Cristão | Indicado | [ 15 ]        |
| 2013                                                                        | Come to the Well                    | Melhor Álbum Cristão   | Indicado | [ 15 ]        |
| 2015                                                                        | —                                   | Melhor Artista Cristão | Indicado | [ 16 ]        |
| 2015                                                                        | Thrive                              | Melhor Álbum Cristão   | Indicado | [ 16 ]        |
| 2016                                                                        | —                                   | Melhor Artista Cristão | Indicado | [ 17 ]        |
| 2017                                                                        | The Very Next Thing                 | Melhor Álbum Cristão   | Indicado | [ 18 ]        |
| 2020                                                                        | Only Jesus                          | Melhor Álbum Cristão   | Indicado | [ 19 ]        |
| 2020                                                                        | "Nobody (featuring Matthew West)"   | Melhor Canção Cristã   | Indicado | [ 19 ]        |
| 2021                                                                        | —                                   | Melhor Artista Cristão | Indicado | [ 20 ]        |
| "—" denota que a indicação foi para a banda, não por um trabalho específico |                                     |                        |          |               |

## GMA Dove Awards
Desde 1969, o GMA Dove Awards premia artistas dos gêneros da música cristã e gospel. Casting Crowns foi indicado para 57 prêmios, ganhando 17 deles. A banda recebeu pelo menos uma nomeação para a premiação por 17 anos seguidos, de 2004 a 2020.
| 2004                                                                        | —                                             | Novo Artista do Ano                      | Indicado | [ 23 ]        |
| 2004                                                                        | "If We Are the Body"                          | Canção Pop/Contemporânea Gravada do Ano  | Indicado | [ 23 ]        |
| 2004                                                                        | Casting Crowns                                | Álbum Pop/Contemporâneo do Ano           | Indicado | [ 23 ]        |
| 2005                                                                        | —                                             | Artista do Ano                           | Indicado | [ 24 ]        |
| 2005                                                                        | —                                             | Grupo do Ano                             | Venceu   | [ 24 ]        |
| 2005                                                                        | "Voice of Truth"                              | Canção de Inspiração Gravada do Ano      | Venceu   | [ 24 ]        |
| 2005                                                                        | Live from Atlanta                             | Vídeo Musical de Formato Longo do Ano    | Indicado | [ 24 ]        |
| 2005                                                                        | "Who Am I"                                    | Canção Pop/Contemporânea Gravada do Ano  | Venceu   | [ 24 ]        |
| 2005                                                                        | "American Dream"                              | Canção Rock/Contemporânea Gravada do Ano | Indicado | [ 24 ]        |
| 2005                                                                        | "American Dream"                              | Vídeo Musical de Formato Curto do Ano    | Indicado | [ 24 ]        |
| 2006                                                                        | —                                             | Artista do Ano                           | Indicado | [ 25 ]        |
| 2006                                                                        | —                                             | Grupo do Ano                             | Venceu   | [ 25 ]        |
| 2006                                                                        | Lifesong                                      | Álbum Pop/Contemporâneo Gravado do Ano   | Venceu   | [ 25 ]        |
| 2006                                                                        | "Lifesong"                                    | Canção Pop/Contemporânea Gravada do Ano  | Indicado | [ 25 ]        |
| 2006                                                                        | WOW Christmas: Green                          | Álbum de Evento Especial do Ano          | Indicado | [ 25 ]        |
| 2007                                                                        | —                                             | Artista do Ano                           | Indicado | [ 26 ]        |
| 2007                                                                        | —                                             | Grupo do Ano                             | Venceu   | [ 26 ]        |
| 2007                                                                        | Lifesong Live                                 | Vídeo Musical de Formato Longo do Ano    | Indicado | [ 26 ]        |
| 2007                                                                        | "Praise You In This Storm"                    | Canção Pop/Contemporânea Gravada do Ano  | Venceu   | [ 26 ]        |
| 2008                                                                        | —                                             | Artista do Ano                           | Indicado | [ 27 ]        |
| 2008                                                                        | —                                             | Grupo do Ano                             | Venceu   | [ 27 ]        |
| 2008                                                                        | The Altar and the Door                        | Álbum Pop/Contemporâneo Gravado do Ano   | Venceu   | [ 27 ]        |
| 2008                                                                        | "East to West"                                | Canção Pop/Contemporânea Gravada do Ano  | Venceu   | [ 27 ]        |
| 2009                                                                        | —                                             | Artista do Ano                           | Indicado | [ 28 ]        |
| 2009                                                                        | —                                             | Grupo do Ano                             | Venceu   | [ 28 ]        |
| 2009                                                                        | Peace on Earth                                | Álbum de Natal do Ano                    | Venceu   | [ 28 ]        |
| 2009                                                                        | The Altar and the Door Live                   | Vídeo Musical de Formato Longo do Ano    | Indicado | [ 28 ]        |
| 2009                                                                        | "Slow Fade"                                   | Vídeo Musical de Formato Curto do Ano    | Venceu   | [ 28 ]        |
| 2010                                                                        | —                                             | Artista do Ano                           | Venceu   | [ 29 ]        |
| 2010                                                                        | —                                             | Grupo do Ano                             | Indicado | [ 29 ]        |
| 2010                                                                        | "Until the Whole World Hears"                 | Canção Pop/Contemporânea Gravada do Ano  | Indicado | [ 29 ]        |
| 2010                                                                        | Compassion Art: Creating Freedom From Poverty | Álbum de Evento Especial do Ano          | Indicado | [ 29 ]        |
| 2011                                                                        | Until the Whole World Hears                   | Álbum Pop/Contemporâneo Gravado do Ano   | Indicado | [ 30 ]        |
| 2011                                                                        | Until the Whole World Hears... Live           | Vídeo Musical de Formato Longo do Ano    | Venceu   | [ 30 ]        |
| 2011                                                                        | The Essential Christmas Collection            | Álbum de Natal do Ano                    | Indicado | [ 30 ]        |
| 2012                                                                        | —                                             | Artista do Ano                           | Indicado | [ 31 ]        |
| 2012                                                                        | —                                             | Grupo do Ano                             | Indicado | [ 31 ]        |
| 2013                                                                        | Jesus, Firm Foundation: Hymns of Worship      | Álbum de Evento Especial do Ano          | Indicado | [ 32 ]        |
| 2014                                                                        | —                                             | Artista do Ano                           | Indicado | [ 33 ]        |
| 2014                                                                        | Thrive                                        | Álbum Pop/Contemporâneo do Ano           | Indicado | [ 33 ]        |
| 2015                                                                        | "Thrive"                                      | Canção do Ano                            | Indicado | [ 34 ]        |
| 2015                                                                        | Glorious Day: Hymns of Faith                  | Álbum de Inspiração do Ano               | Indicado | [ 34 ]        |
| 2016                                                                        | —                                             | Artista Cristão Contemporâneo do Ano     | Indicado | [ 35 ]        |
| 2016                                                                        | "Just Be Held"                                | Canção Pop/Contemporânea Gravada do Ano  | Indicado | [ 35 ]        |
| 2016                                                                        | A Live Worship Experience                     | Álbum de Adoração do Ano                 | Indicado | [ 35 ]        |
| 2017                                                                        | —                                             | Artista Cristão Contemporâneo do Ano     | Venceu   | [ 36 ] [ 37 ] |
| 2017                                                                        | The Very Next Thing                           | Canção Pop/Contemporânea Gravada do Ano  | Indicado | [ 36 ] [ 37 ] |
| 2018                                                                        | It's Finally Christmas                        | Álbum de Natal/Evento Especial do Ano    | Indicado | [ 38 ]        |
| 2019                                                                        | Mark Hall                                     | Compositor do Ano (Artista)              | Indicado | [ 39 ] [ 40 ] |
| 2019                                                                        | "Only Jesus"                                  | Canção do Ano                            | Indicado | [ 39 ] [ 40 ] |
| 2019                                                                        | "Only Jesus"                                  | Canção Pop/Contemporânea Gravada do Ano  | Indicado | [ 39 ] [ 40 ] |
| 2019                                                                        | Only Jesus                                    | Álbum Pop/Contemporâneo Gravado do Ano   | Indicado | [ 39 ] [ 40 ] |
| 2019                                                                        | Only Jesus Visual Album                       | Vídeo Musical de Formato Longo do Ano    | Venceu   | [ 39 ] [ 40 ] |
| 2020                                                                        | "Nobody (featuring Matthew West)"             | Canção do Ano                            | Indicado | [ 41 ] [ 42 ] |
| 2020                                                                        | "Nobody (featuring Matthew West)"             | Canção Pop/Contemporânea Gravada do Ano  | Indicado | [ 41 ] [ 42 ] |
| 2022                                                                        | Healer                                        | Álbum Pop/Contemporâneo do Ano           | Indicado | [ 43 ] [ 44 ] |
| 2022                                                                        | "Scars in Heaven"                             | Canção Pop/Contemporânea Gravada do Ano  | Indicado | [ 43 ] [ 44 ] |
| "—" denota que a indicação foi para a banda, não por um trabalho específico |                                               |                                          |          |               |

## Grammy Awards
Desde 1959, o Grammy Awards é concedido anualmente pela The Recording Academy e laureia "realizações artísticas, proficiência técnica e excelência geral na indústria fonográfica, independentemente das vendas de álbuns ou posição nas paradas". Casting Crowns recebeu um prêmio em oito indicações.
| Ano  | Trabalho nomeado           | Categoria                                                 | Resultado | Ref.          |
| ---- | -------------------------- | --------------------------------------------------------- | --------- | ------------- |
| 2006 | Lifesong                   | Melhor Álbum Gospel Pop/Contemporâneo                     | Venceu    | [ 48 ] [ 49 ] |
| 2008 | "East to West"             | Melhor Performance Gospel                                 | Indicado  | [ 50 ]        |
| 2008 | The Altar and the Door     | Melhor Álbum Gospel Pop/Contemporâneo                     | Indicado  | [ 50 ]        |
| 2009 | "East to West"             | Melhor Performance Gospel                                 | Indicado  | [ 51 ]        |
| 2013 | Come to the Well           | Melhor Álbum de Canção Cristã Contemporânea               | Indicado  | [ 52 ]        |
| 2013 | "Jesus, Friend of Sinners" | Melhor Apresentação de Canção Gospel/Cristã Contemporânea | Indicado  | [ 52 ]        |
| 2018 | "Oh My Soul"               | Melhor Apresentação de Canção Gospel/Cristã Contemporânea | Indicado  | [ 52 ]        |
| 2020 | "Only Jesus"               | Melhor Apresentação de Canção Gospel/Cristã Contemporânea | Indicado  | [ 52 ]        |